# Bergingen van de Holland

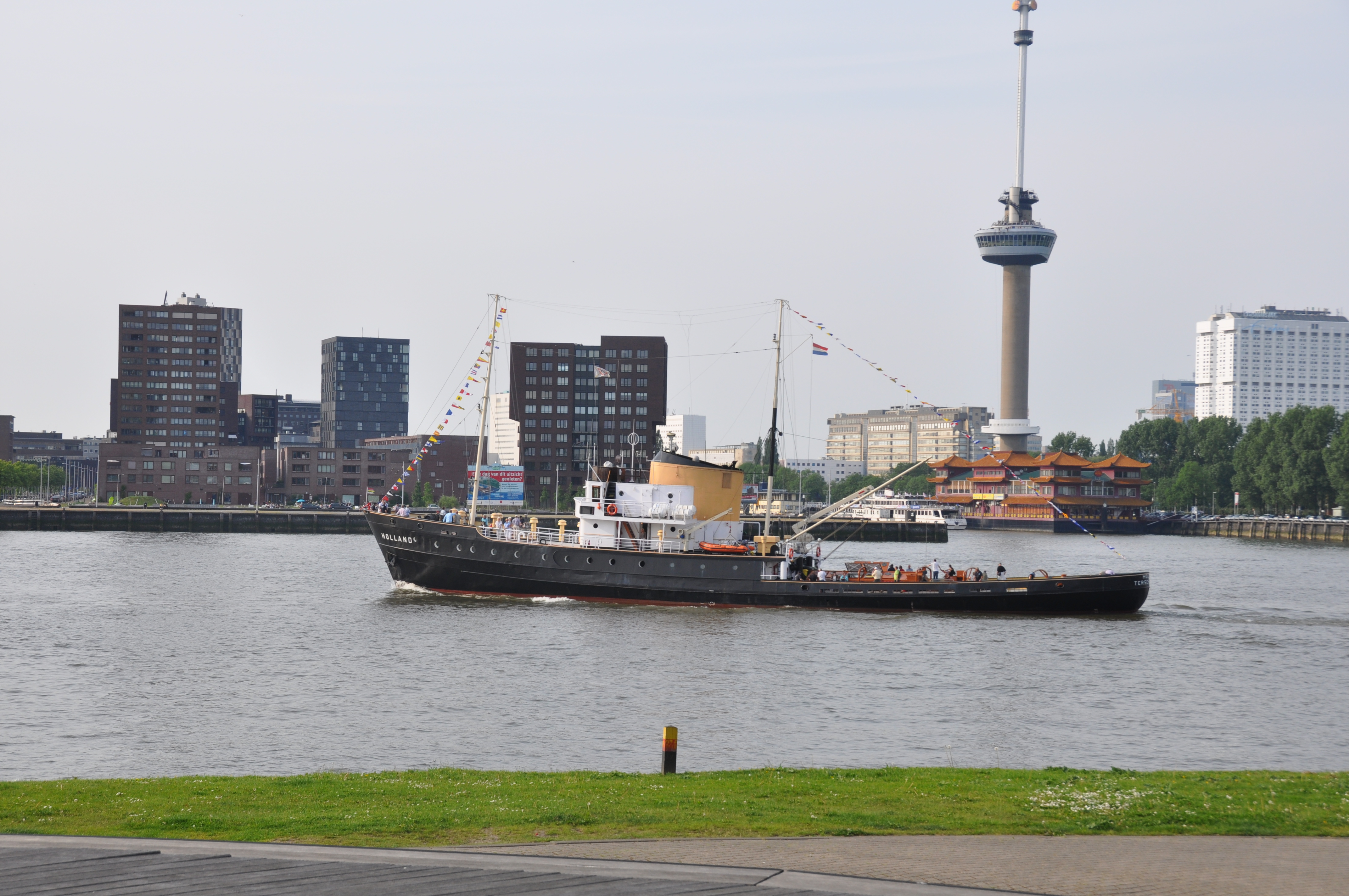
MS Holland in Rotterdam in 2010

De Holland heeft in haar loopbaan als bergingsjager bij Rederij Doeksen verscheidene bergingen verricht. Op deze pagina staat een lijst met alle geslaagde bergingen door de Holland zelf uitgevoerd, of waar ze aan meegewerkt heeft tussen 1951 en 1975.

## Per jaar

### 1951
- Havmia, 09-12-1951

Fins stoomschip, geladen met berkenhout, stuurloos bij Texel vuurschip.

### 1952
- Aslaug Rögenaes, 04-04-1952

Noors motortankschip, met motorschade 57-35N, 8-12E
- Monte Christo O326, 04-10-1952

Belgisch motorviskotter, bij ET5 drijvend met motorschade.
- Cornelia B II, 12-10-1952

Nederlandse motorcoaster, op een mijn gelopen tussen ET12 en ET13, dwars van Ameland.
- Eems, 19-10-1952

Nederlands motorschip, met motorschade drijvend 30 mijl NW Smith Knoll, 50 mijl NW Waterweg, op 120 mijl van Terschelling.
- Eveline IJM 116, 25-10-1952

Nederlandse trawler, met motorschade drijvend bij ST2, 53-40N, 04-05E.
- Bakir, 05-11-1952

Turks motorschip, met gebroken stuurgerei op Schiermonnikoog gestrand
- Sac Badalona, 06-11-1952

Stoomschip, in Hubertsgat aan de grond.
- Elizabeth B, 11-11-1952

Nederlands motortankschip, geladen met 350 ton benzine, 37 mijl ZO ST vuurschip met motorschade drijvend richting mijnenveld.

### 1953
- Ptarmigan, 09-01-1953

Engels motorschip, aan de grond gelopen op het einde van het Stortemelk.
- Jala Ketu, 01-02-1953

Brits stoomschip, met onklaar stuurgerei ten anker in nood
- Racken, 01-02-1953

Zweeds motorschip, geladen met 320 ton stukgoederen voor Antwerpen, met gebroken roer drijvend 54-30N, 04-42E.
- Anne Torm, 12-02-1953

Deens stoomschip, met machineschade drijvend bij Pit vuurschip 54-30N, 04-43E.
- Lievin, 01-03-1953

Gestrand bij Schiermonnikoog (Bugsier contract)
- Pedro de Alenquer, 20-03-1953

Portugeen stoomschip, geladen met stukgoed Hamburg-Lissabon, aan de grond gelopen bij mist aan de zuidkant van de ET-route ter hoogte van Ameland.
- Pampas, 24-03-1953

Brits motorschip, bij Schiermonnikoog een mijnexplosie opgelopen.
- Saturnia, 01-11-1953

Poolse stoomtrawler
- Rex, 12-11-1953

Gestrand op de Jacobsruggen
- Etna, 17-11-1953

Zweeds stoomschip, geladen met 2200 ton steenkool Engeland-Fargo, na aanvaring met 'Friedeborg' aan de grond gezet.
- Van Gelder, 23-11-1953

Met machineschade gerapporteerd door Duitse sslb 'Thor'.

### 1954
- Pegasi, 04-01-1954

"Thrust blocks burnt out"
- Ariel, 17-01-1954

Nederlands motorschip, met roerschade gestrand in Bornrif.
- Soddern, 22-02-1954

Motorschade (Bugsier contract)
- Arild, 26-02-1954

Engels stoomschip, SOS 120 mijl Flamborough Head.
- Lacra, 25-07-1954

Motorschade bij ET7
- Hoogezand, 27-08-1954

Met gebroken krukas drijvend op 58-13N, 05-10E.
- Lorenzo Onorato, 31-10-1954

Italiaans stoomschip, geladen met ijzer, gestrand in Bornrif.
- Irak, 20-11-1954

Duits motorschip, geladen met 450 ton stukgoed Oporto-Hamburg, in aanvaring met 'Skolpenbank' op 53-28N, 05-04E.
- Wellingdorf, 27-11-1954

Op een mijn gelopen bij Ameland
- Mimona, 04-12-1954

Met defect stuurgerei drijvend.
- Marthe Hendrik Fischer, 17-12-1954

Aan de grond op de Wester Eems (Bugsier contract)
- Cimbria, 22-12-1954

Deens stoomschip, met gebroken schroefas drijvend 53-50N, 02-58O
- Linge, 30-12-1954

Bij ET3 onmanoeuvreerbaar wegens tonnenketting in de schroef.

### 1955
- Bohus, 13-01-1955

Zweeds stoomschip, seint "Ship cracked aft of midships, positie 54-45N, 02-35E".
- Theta Star, 18-01-1955

Engels stoomschip, in ballast Bremerhaven-Rouen, gestrand in de Westergronden.
- Alice, 29-01-1955

Duits motorschip geladen met hout Kotka-Manchaster, met motorschade drijvend bij ET3
- Mai Rickmers, 03-02-1955

Tonnenketting in de schroef bij ET3.
- Atlantic Empress, 14-05-1955

Van Rotterdam naar Bremerhaven geëscorteerd.
- Rosa M, 18-05-1955

Italiaans motorschip, in nood bij lichtschip Texel
- Korab II, 21-10-1955

Poolse motortrawler met net in de schroef.
- Pantelis, 30-10-1955

Grieks stoomschip, om assistentie vragend met gebroken stuurmachine-as bij ET16
- Valentino Bibolini, 14-12-1955

Italiaans stoomschip, in aanvaring met 'Victoria City' bij ET13.

### 1956
- Svanholm, 21-01-1956

Noors stoomschip, in zeenood 55-30N, 02-50E.
- Periolos, 27-01-1956

Liberiaans stoomschip, geladen met steenkool, gestrand in het Doekegat bij Borkum (Bugsier contract)
- Les Deux Jeannes, 12-04-1956

Franse motortrawler, gestrand in het Molengat Texel.
- Heilo, 16-04-1956

Noors stoomschip, geladen met 2300 ton pulp voor Velzen, water in stookolie positie 54-06N, 04-08E.
- Despina, 30-07-1956

Costa Ricaans stoomschip, met stuurgereiproblemen 53-42N, 04-54-03E.
- Elbing VIII, 25-08-1956

Duits stoomschip met machineschade, 15 mijl van IJmuiden.
- Tarbek, 25-11-1956

Duits motorschip met motorschade bij ET11.
- Ingarö, 30-11-1956

Zweeds stoomschip, bij boei Pit1 met gebroken stuurgerei drijvend.
- Gazelle, 04-12-1956

Duits motorschip, geladen met stukgoed, met machineschade ten anker.
- Lukuga, 20-12-1956

Belgisch motorschip, geladen met 7600 ton stukgoed Congo-Hamburg, in aanvaring met Noorse tanker 'Bernhard Hanssen' bij ET6, 52-17N, 04-50E.
- Polyxeni, 30-12-1956

Costa Ricaans stoomschip, aan de grond bij boei GF, Doekegat (Bugsier contract)

### 1957
- Visten, 01-01-1957

Zweeds stoomschip, in brand 53-46N, 04-18E
- Agricola, 13-01-1957

Duits motorschip, met motorschade 53-26N, 03-53E (bugsier contract)
- Jalamoti, 27-01-1957

Indiaas stoomschip, bij slecht weer om hulp vragend tussen ET4 en 5.
- Nordmark, 07-02-1957

Duits motorvrachtschip, geladen met hout, aan de grond gelopen op de Richel.
- Baron Kilmarnock, 17-03-1957

Engels motorschip, met motorschade op 50 mijl van Terschelling vuurschip.
- Doni, Frans van Seumeren, 30-03-1957

'Doni' door 'Frans van Seumeren' voor Stortemelk gesleept.
- Oostzee, 06-04-1957

Met schroefschade voor Goeree vuurschip.
- Bab T, 24-08-1957

Nederlands motorschip, met motorschade boven Haaksgronden 52-55N, 04-30E.
- Gerhard Elfring, 25-08-1957

Duits motorschip, met motorschade 10 mijl W Texel vuurschip.
- Frejo, 11-10-1957

Nederlands motorschip, schroef verloren bij 14 mijl NtW Elbe1.
- Schwansen, 04-11-1957

Duitse motorschip, met motorschade tussen ET5 en ET6.

### 1958
- Beta, 25-03-1958

Zweeds motorschip, verlangt sleepboothulp 53-33N, 05-38E.
- Atlanta, 05-08-1958

Duits motorschip, met machineschade 52-27N, 03-45E (Bugsier contract)
- Altenwall, 19-08-1958

Duits motorschip, halverwege de Pollendam buiten de vaargeul aan de grond gelopen.
- Zuidland, 01-10-1958

Nederlands motorschip met motorschade ten anker bij Weser lichtschip.
- Ems, 24-11-1958

Duits motorschip, geladen met zakken krijt, in moeilijkheden bij ET7.

### 1959
- Standard, 12-05-1959

Zweeds motorschip, met motorschade bij ET15, 53-43N, 05-54E.
- Heilbronn, 29-06-1959

Duits motorschip, geladen met hout, met motorschade bij ET5.
- Bussard, 13-09-1959

Duits motorschip, in brand bij lichtschip Terschellingerbank.
- Altenwal, 13-12-1959

Met motorschade bij ET3.

### 1960
- Lieve Vrouwekerk, 20-01-1960

Nederlands stoomschip, in moeilijkheden bij ET5, vervolgens op Vliehors gestrand.
- Lady Sharon, 07-03-1960

Engels stoomschip, in distress 55-55N, 03-11E.
- Indus, 31-10-1960

Duitse ("Chileense") walvisjager, met water in de machinekamer 55-24N, 05-22E.
- Hermann, 17-12-1960

Duits motorschip, gestrand tussen gasboei Vlieree en Nr1 Noorder Schuitengat.

### 1961
- Peregrine, 27-01-1961

Engels motorschip wegens ijsgang aan de grond tussen BS24 en 26.
- Max Weber HD 19, 28-01-1961

Nederlands onderzoeksvaartuig, in nood.
- Komtur, 03-02-1961

Duits motorschip, met motorschade bij ET3.
- Wilca, 26-03-1961

Nederlands motorschip, bij Deense kust in moeilijkheden, gegiste positie 80 mijl W Tyboron.
- Johanna, 30-06-1961

Nederlands jachtje, gestrand
- Vibeke Christensen, 18-10-1961

Zweeds stoomschip, gestrand op Rottumeroog.
- Zinnia ZB 775, 29-11-1961

Belgisch vissersschip, met lekkage bij Texel lichtschip.

### 1962
- Anita Dan, 19-01-1962

Deens motorschip, geladen met balen cellulose, na aanvaring met Frans schip zinkend 53-37-30N, 06-16E
- Ayion Dimitris, 14-02-1962

Grieks stoomschip, met scheur in Pit-route
- Swift, 18-02-1962

Engels motorschip, in het Inschot aan de grond gelopen bij uitllop van het Oude Vlie in het Inschot.
- Olympic Thunder/Kissavos, 26-04-1962

Liberiaanse tanken, in aanvaring met 'Kissavos' 53-56N, 03-20E.
- Olhoern, 01-05-1962

Duits motorschip, met motorschade bij Texel lichtschip.
- Kathe Boll, 28-10-1962

Duits motorschip, geladen met 600 ton suikerbieten voor Hull, met roerschade ten anker bij Texel lichtschip.
- Martini, 01-11-1962

Nederlands motorschip, met motorschade bij ST4.
- Wim II, 26-11-1962

Nederlands motorschip, 40 mijl van Noorse kust drijvend met motorschade.
- Castor, 06-12-1962

Panamees stoomschip, short of bunkers bij ET7.

### 1963
- Royal Wood, 24-01-1963

Zweeds motorschip geladen met hout, met machineschade 54-58N, 05-44E.
- Esso Den Haag, 27-05-1963

Nederlandse tanker met machineschade tijdens proeftocht bij Hoek van Holland, 323°, 59 mijl van IJmuiden.
- Basel, 19-08-1963

Noors motorschip, met slagzij om reddingboot seinend. 17 mijl W Texel vuurschip (konvooi, geen contract).
- Borgholm, 05-09-1963

Noorse stoomtanker, door Bugsier met motorschade bij Noordhinder gemeld (Bugsier contract).
- Pegny, 24-11-1963

Fins motorschip, met machineschade ten anker bij ET4.
- Ara, 24-12-1963

Duits motorschip, geladen met pakken staalplaat, met zware slagzij bij ET7.
- Eldonia, 28-12-1963

Frans motorschip, in aanvaring met Franse 'Typhee' bij ET5.

### 1964
- Korbach, 06-03-1964

Duits motorschip, met machineschade ten anker bij lichtschip Texel, door Smit met uitgelopen lagers gemeld.
- Brita Thorell, 14-03-1964

Zweeds motorschip in de Gronden verdaagd. 53-29-12N, 05-03E.
- Arendal, 01-06-1964

Liberiaans stoomschip, geladen met lijnoliekoeken, met brand in ruim bij ET11.
- Lady Sonia, 26-10-1964

Engels motorschip, met motorschade bij Terschellingerbank lichtschip 53-45N, 05-12O.
- Mitera, 12-12-1964

Liberiaans stoomschip, bij slecht weer schroef verloren bij ET12.
- Navidad, 15-12-1964

Liberiaans stoomschip, gestrand bij 64°3 mijl toren Ameland.
- Minni Basse, 27-12-1964

Deens motorschip, met motorschade 53-45N, 03-18E.

### 1965
- Thrasyvoulos, 08-01-1965

Panamees stoomschip, gestrand in de Eemsmonding (Bugsier contract).
- Raila Dan, 26-02-1965

Deens motorschip, in brand bij Borkum lichtschip tussen JE4 en JE5.
- François le Brise, 07-03-1965

Frans motorschip, gestrand 5 mijl NW Borkum (Bugsier contract)
- Chrysant, 31-03-1965

Nederlands motorschip, met motorschade bij ET6.
- Leif Stearke, 18-04-1965

Deens motorschip, met motorschade bij 2 mijl N ET6.
- Carmen, 23-05-1965

Nederlands motorschip, met motorschade ten anker 15 mijl N Borkum Riff lichtschip.
- Tide, 29-08-1965

Nederlands motorschip, met schade aan stuurgerei 54-42N, 04-20E.
- Mee Tholstrup, 30-08-1965

Deens motorschip, met roerschade 40 mijl N Terschelling.
- Northwind, 01-10-1965
- Anita von Bargen, 28-11-1965

Duits motorschip, met machineschade bij ET5.
- Denebola, 02-12-1965

Oost-Duits motorschip, met zware slagzij 53-27N, 04-22E.
- Naguilan, 10-12-1965

Duits motorschip, in moeilijkheden bij ET/ST.
- Willem HA 64, 21-12-1965

Nederlandse motorkotter, gestrand op Vlieland, Vuurduin 250°.

### 1966
- Flora M, 22-01-1966

Liberiaans motorschip in aanvaring met Russisch motorschip 'OKA 18' bij lichtschip Terschellingerbank, 53-31N, 05-16E.
- Strom, 28-02-1966

Duits motorschip, lekkage machinekamer 54-07N, 05-20E.
- Constellation, 28-03-1966

Booreiland, gesleept door 'Pacific' in moeilijkheden bij Hoek van Holland (assistentie verzoek Bugsier).
- Kyrion Stelios, 13-06-1966

Liberiaans stoomschip, in aanvaring met 'Azadeh' bij ET3.
- Donna, 18-10-1966

Panamees motor/viermastzeilschoener, gestrand op Vliehors.
- Ingrid Marianne, 15-11-1966

Zweeds motorschip, met motorschade bij Terschellingerbank lichtschip.
- Willmary, 08-12-1966

Engels motorschip, met motorschade 20 mijl WNW Terschellingerbank lichtschip.
- Neptun I, 20-12-1966

Booreiland, gesleept door 'Scaldis', 'Vikingbank' en 'Lady Alma', in moeilijkheden.

### 1967
- Audacity, 11-01-1967

Engelse motortanker, in de Terschellinger Gronden gestrand.
- Manes, 18-04-1967

Grieks motorschip, gestrand bij Schiermonnikoog positie toren Schiermonnikoog 337° rw, 3-4 mijl.
- Rinoula, 27-05-1967

Grieks motorschip, gestrand bij de 'Ecuador'.
- Linnea, 13-07-1967

Noorse tanker met motorschade in de buurt van Terschelling.
- Sandön, 24-08-1967

Zweeds motorschip, met brand tussen ET6 en 7.
- Menna, 13-10-1967

Nederlandse coaster, in brand 54-24N, 05-43E.
- Gerlinde, 02-11-1967

Duitse motorcoaster, aan de grond N Schuitengat.
- Alouette, 03-12-1967

Grieks motorschip, bij Schiermonnikoog gestrand door Kustwacht Schiermonnikoog gemeld in de Wierumer Gronden, peiling 298°.

### 1968
- Ashington, 28-02-1968

Engels motorschip, geladen met steenkool, in aanvaring bij ET3 met Griekse 'Thyse'.

### 1969
- Sir Tristan, 28-02-1969

In brand 55-22N, 06-52E.
- Amalia, 13-03-1969

Griek, bij ET12 in moeilijkheden.
- Meindert Cornelis UK 97, 12-04-1969

Nederlands motorkotter, gestrand bij Paal 2 Terschelling.
- Elch, 15-09-1969

Duitse motorcoaster, gestrand in Schuitengat.
- Ruhrstein, 05-10-1969

Duits motorschip, na aanvaring met Griekse 'Martha' bij Texel lichtschip in brand.
- Sea Breeze, 20-10-1969

Grieks motorschip geladen met vaten teer, in aanvaring met Deense 'Castor' bij ET14.
- Metula, 28-11-1969

Tanker met machineschade 50 mijl NNW Terschelling.
- Parisia, 08-12-1969

Nederlandse motorcoaster, brand in machinekamer 30 mijl NO Pit boei.
- France Maru, 14-12-1969

Japans motorschip, in aanvaring met Griek bij Terschellingerbank lichtschip.

### 1970
- Casco 'Dyvi', 08-01-1970

In Polen gebouwd casco, door sleepboot 'Beni' verloren.
- Westerbeek, 23-03-1970

Nederlands-Antilliaans schip, gestrand in de Westergronden Terschelling.
- Henriëtte H, 16-07-1970

Duits motorschip, in moeilijkheden 54-10N, 04-06E.
- Free Trader, 16-09-1970

Cyprioot, gestrand in de Westergronden Terschelling.
- Olivia, 25-09-1970

Bij Ameland met machineschade.

### 1971
- Benares, 02-02-1971

Maleis motorschip, geladen met biels, met brand in machinekamer ten anker dwars van Eijerland.
- Wildrose, 21-03-1971

Liberiaans motorschip, geladen met kunstmest, gestrand in de Westergronden.
- Anna Frem, 03-04-1971

Deens motorschip, met motorschade 65 mijl W Texel.
- Urania, 16-07-1971

Liberiaans motorschip, geladen met pitprops, met roerschade 57-03N, 02-35E.
- Leisa, 16-08-1971

Deense motorcoaster, geladen met oesterschelpen, met motorschade 50 mijl NW Den Helder, 53-43N, 04-31E.
- Vorwärts en ponton, 09-09-1971

Duitse sleepboot met ponton, schroef verloren N Terschelling.
- Constance, 16-10-1971

Nederlandse motorkusttanker, lekgeslagen in de TE-route.

### 1972
- Sandön, 23-03-1972

Zweeds motorcoaster, bij Ameland met machineschade.
- Annelise Bos, 27-04-1972

Duitse coaster met motorschade bij ET5.
- Homer, 18-10-1972

Cypriotisch motorschip, geladen met zout, met motorschade bij ET7.
- Ocean Tide, 29-11-1972

Booreiland, bij zware storm in moeilijkheden 55-44N, 06-45E.
- Tinnes, 06-12-1972

Noors motorschip, gesleept door Noors ms 'Altnes', geladen met titaanerts, wegens ZW-storm (9) om assistentie vragend 54-02N, 03-28E.
- Johanna B, 12-12-1972

Nederlandse coaster onder Panamese vlag, geladen met veevoer met motorschade tussen ET12 en ET13, 52-35N.

### 1973
- Prahova, 02-06-1973

Roemeense tanker, met brand in machinekamer 54-04-15N, 07-35E.
- Fairalp 1, 16-11-1973

Duitse zinkbak, losgeslagen van de slb 'Bugsier 26' bij Terschellingerbank lichtschip, naar binnen gedreven en op de Richel gestrand.
- Poolster, 19-11-1973

Nederlandse coaster met ingeslagen stuurhut in TE-route.
- Bak 10.003, 29-11-1973

Bak, losgebroken van slb 'Titan' 3,5 mijl ZO van Terschellingerbank lichtschip.

### 1974
- Stella Nova, 14-02-1974

Zweedse trawler met machineschade bij Doggersbank.
- Fairway, 19-02-1974

Cypriotische coaster, zinkend bij Paal 13.
- Zodiac Jim, 24-02-1974

Cypriotisch motorschip met lekkage, dwars van Ameland.
- Leo Polaris, 10-11-1974

Nederlandse coaster met machineschade 54-30N, 06-00E.

### 1975
- Albatros, 28-11-1974

Noorse tweemastkotter met machineschade bij TE13.